# 16 Volt
16 Volt (от англ. volt — «вольт») — индастриал рок-группа, созданная Эриком Пауэллом и Майком Пиплсом. На живых выступлениях также присутствуют другие участники. 12 песен группы были использованы, как саундтреки к игре Primal, первой игре для PlayStation 2

## История
Пауэл заинтересовался музыкой ещё в раннем возрасте и сформировал 16 Volt в 1988 году.
В 1993 году группа выпустила дебютный альбом Wisdom, над которым 16 Volt работали совместно с Skinny Puppy. Спустя год был выпущен ещё один альбом 16 Volt Skin. Затем третий альбом SuperCoolNothing, в 1998.

## Музыка

### Primal (игра для Playstation 2)
В 2003 году 16 Volt появились в игре Primal для Playstation 2, где они были изображены играющими живое выступление в клубе. Группа сделала значительный в клад в музыкальное сопровождение к игре такими песнями как «Happy Pill», «Suffering You», «And I Go», «Keep Sleeping», «At The End» и «Alkali». Эти усилия увеличили интерес к группе в Америке и других странах, где раньше их работа никому не была известна.

### Другие саундтреки
- Кэрри 2: Ярость «Keep sleeping»
- Рипо! Генетическая опера (фильм, 2008)
- Кудесник крови (фильм, 1970)

### Возвращение
В 2007 году вышел пятый альбом 16 Volt, в который вошёл ремейк песни «Suffering you». Позже вышли ещё два альбома между 2009 и 2011 годами.

## Дискография

### Альбомы
- Wisdom (1993)
- Skin (1994)
- LetDownCrush (1996)
- SuperCoolNothing (1998)
- Demography (2000)
- SuperCoolNothing V2.0 (2002)
- The Best of Sixteen Volt (2005)
- FullBlackHabit (2007)
- American Porn Songs (2009)
- American Porn Songs: Remixed (2010)
- Beating Dead Horses (2011)
- The Negative Space (2016)
- Dead On Arrivals (2017)

### Синглы
- The Dreams That Rot In Your Heart (1996)
- The Remix Wars: Strike 3 — 16 Volt vs. Hate Dept (21st Circuitry — 1996)

### Компиляция выступлений
- «Shut Up Kitty» (1993)
- «The Dreams That Rot In Your Heart» (1996)
- «The Remix Wars: Strike 3 — 16 Volt vs. Hate Dept.» (1996)
- Don’t Blow Your Cover: A Tribute to KMFDM (2000)
- A Gothic-Industrial Tribute to The Smashing Pumpkins (2001)
- Various Artists — Hordes of the Elite (Glitch Mode Recordings — 2006)
- «TPCM2: Judgement Day Remixing The Massacre» (2008)
- «Electronic Saviors: Industrial Music To Cure Cancer» — 2010

## Сайд-проекты
У 16 Volt есть три сайд-проекта, из которых лишь один достиг коммерческого релиза.

### H3llb3nt
Первый сайд-проект группы, H3llb3nt, был союзом Пауэла, Джареда Лоша, Брайана Блэка и Чарльза Леви. Группа выпустила три альбома.

### Ringer
Ringer была рок-группой, членами которой были Пауэл (вокалист), Крейг Тайлер (Crazy Town, Карлтон Бост (гитарист, Deadsy), Пэйдж Хэйли (бас-гитарист, Orgy) и Микки Кокс (барабанщик, Coal Chamber). Перед распадом группа выступила на нескольких концертах.

### Graphic
Третий сайд-проект группы 16 Volt, Graphic, был союзом Пауэла и Билдеокса. Дуэт выпустил одну песню «The Things You Do».